# Вальс-фантазия
Вальс-фантазия — музыкальное произведение М. И. Глинки. Первая версия, написанная в 1839 году для Е. Е. Керн, представляла собой фортепианную пьесу. Она быстро обрела популярность и впоследствии неоднократно оркестровалась, в том числе самим композитором. Всего существует четыре редакции; последняя (наиболее известная) была создана в 1856 году. Вальс, в котором лирико-элегический характер сочетается со скерцозностью, отличается оригинальным ритмическим рисунком. Традиции, заложенные Глинкой в этом произведении, нашли продолжение в творчестве многих русских композиторов, в первую очередь П. И. Чайковского.

## История
В общей сложности насчитывается четыре различных редакции «Вальса-фантазии», из которых три являются авторскими. Наиболее известной стала последняя, четвёртая.
Первоначальная редакция «Вальса-фантазии» как фортепианной пьесы возникла в 1839 году. В этот период Глинка уже был известен как автор инструментальных пьес и романсов и работал над своей первой оперой («Жизнь за царя»). К этому же времени относится его роман с Е. Е. Керн, дочерью А. П. Керн. По воспоминаниям самого композитора, именно для неё он написал «Вальс-фантазию», однако не мог посвятить сочинение ей явным образом, поэтому в печати оно вышло с посвящением Д. Стунееву, мужу сестры Глинки.
Вальс Глинки быстро обрёл популярность. Дирижёр оркестра Павловского вокзала Йозеф Герман сделал (при участии самого Глинки) его оркестровку для исполнения в летних концертах. Вальс, ставший известным как «Меланхолический» или «Павловский», пользовался большим успехом у публики. Друг Глинки, поэт Нестор Кукольник, писал по этому поводу в «Северной пчеле»: «Мы не забудем встречи публики, вальс обширный и трудный был повторён по её требованию; не забудем и самого исполнения, мастерского соединения чувства нежности с порывами сильных бурных ощущений; и всякий раз приятно слышать, когда у палатки г. Германа толпятся любители и просят сыграть вальс Глинки».
Первая публикация фортепианной редакции вальса состоялась в том же 1839 году. Он был издан под названием «Valse-fantaisie exécutée par l’orchestre de M. Hermann. Composée par M. Glinka et dédiée à son parent et ami Dimitre de Stounéeff» («Вальс-фантазия, исполняемый оркестром г-на Германа. Сочинён М. Глинкой и посвящён его родственнику и другу Дмитрию Стунееву»). Автограф этой первоначальной версии не сохранился; не сохранилась и сделанная Германом оркестровка. Однако гобоист Мариинского театра Фридрих Вестфаль, по поручению друга Глинки В. П. Энгельгардта, нашёл сохранившиеся инструментальные партии и по ним восстановил партитуру. Впоследствии Энгельгардт передал своё собрание связанных с Глинкой документов и его рукописей Публичной библиотеке в Петербурге, включая партитуру «Вальса-фантазии» в инструментовке Германа. Г. И. Сальников, подробно анализируя эту инструментовку, делает вывод, что она представляет собой «работу опытного ремесленника» и, лишь частично передавая дух глинковской музыки, «не создаёт ощущения авторского оркестрового почерка». Сходным образом характеризует её и В. Толчаин, отмечая блестящий, но тяжёлый стиль Германа, с чрезмерным подчёркиванием танцевального начала и стремлением к внешней эффектности.
В 1845 году, во время пребывания в Париже, Глинка заново инструментовал «Вальс-фантазию» для исполнения в авторском симфоническом концерте, проходившем в зале Герца. Публика восторженно приняла произведение, исполнявшееся под названием «Скерцо в форме вальса». Гектор Берлиоз писал о нём, что оно «…увлекательно, исполнено самого поразительного ритмического кокетства, истинно ново и превосходно развито». Впоследствии ноты этого варианта оркестровки также были утеряны, однако имеется копия, которая хранится в Нотном отделе Национальной библиотеки Франции.
Наконец, в третий раз Глинка оркестровал «Вальс-фантазию» в марте 1856 года в Петербурге, для концерта Д. М. Леоновой, несмотря на болезнь и крайне плохое самочувствие. В авторской партитуре стояло название «Scherzo (Valse-fantaisie). Instrumenté pour la 3-me fois par M. Glinka l’auteur» («Скерцо (Вальс-фантазия)». Инструментовано в 3-й раз М. Глинкой, автором). В заголовке объединились первоначальное название и название парижской редакции — возможно, потому, что окончательная редакция стала их творческим синтезом. Этот последний вариант Глинка посвятил своему другу К. А. Булгакову, с которым перед тем вёл подробную переписку по поводу этого сочинения. В числе прочего он писал: «…эта музыка напомнит тебе дни любви и младости». Глинка также указывал в этих письмах желательный состав оркестра, высказывал подробные пожелания касательно исполнения и объяснял принцип, которым руководствовался при создании последней редакции: «…никакого расчёта на виртуозность (кою решительно не терплю), ни на огромность массы оркестра». Эта редакция была впервые издана Ф. Т. Стелловским в 1878 году; сохранился также автограф, который находится в Российской национальной библиотеке в Петербурге.

## Состав оркестра
«Вальс-фантазия» рассчитан на небольшой, почти камерный состав оркестра: 2 флейты, 2 гобоя, 2 кларнета, 2 фагота, 2 валторны, 2 трубы, тромбон, литавры, треугольник, струнные.
Лёгкая, изящная инструментовка полностью соответствует лирическому замыслу пьесы. Основные темы поручены струнным и деревянным духовым инструментам; солируют инструменты контрастного тембра — тромбон, валторна и пр. Из ударных присутствует лишь треугольник, ненадолго появляющийся в последнем разделе.

## Общая характеристика
«Вальс-фантазия» — пьеса лирико-элегического характера, передающая состояние «душевной взволнованности». Её тональность — си минор — характерна для произведений лирического склада. Сам композитор обозначил характер исполнения итальянским термином dolce, нередко используемым им в подобного рода произведениях. Общая структура подчинена принципу рондо (тема-рефрен чередуется с эпизодами); основной образ оттеняется контрастными мажорными фрагментами.
В лаконичном вступлении, основанном на простой гамме, звучат «взлетающие» пассажи струнных и фаготов. После общей паузы вступают скрипки, ведущие основную тему, напевную и поэтичную; её повторяют в октаву флейта и фагот. Выразительность этой теме придают «ниспадающие» интонации увеличенной кварты и характерный приём опевания неустойчивости. В эпизоде, следующем за экспозицией основной темы, проявляется скерцозный характер пьесы; замыкает первый раздел реприза изначальной темы. Во втором разделе более ярко выражено танцевальное начало; он открывается темой в соль мажоре, которой также свойственна скерцозность и «улыбчивость». За ней следует рефрен, основанный на срединном разделе главной темы и отличающийся большей эмоциональной напряжённостью. После него идёт раздел, построенный на контрасте томной, изысканной, чарующей мелодии и кокетливо-«ускользающих» пассажей. Ещё один повтор основной темы завершается тональным сдвигом, который даёт начало новой теме: это своего рода дуэт-диалог, в котором объединены вокальное и хореографическое начало. В конце второго раздела вновь звучит основная лирическая мелодия, становясь таким образом рефреном всей композиции и связывая разделы в единое целое, несмотря на относительную самостоятельность их структуры. Наконец, третьим разделом становится кода, в которой не только сводятся воедино разные мелодические линии, но и возникают новые темы, причём значительная часть коды повторяется, уравновешивая по объёму первый раздел. В её заключительной части вновь коротко проводится основная тема, но, не достигнув завершения, она сменяется быстрыми ниспадающими пассажами — в противоположность восходящим, которыми начиналась пьеса, — и вальс завершается.
Одно из наиболее ярких свойств «Вальса-фантазии» — оригинальность и изысканность ритмического рисунка, избегающего однообразия и симметрии. В нём слышится, по выражению А. Е. Майкапара, «борьба трёхдольности с двухдольностью»; Б. В. Асафьев назвал эту ритмику «лукаво-нечётной». В плавное движение вальса вносится иной, более прихотливый ритм (чем и объясняется альтернативное авторское название — «Скерцо»). Тем не менее, несмотря на относительную свободу композиции, тональное развитие в пределах близких тональностей и многократное проведение основной темы, определяющей общий эмоциональный строй, обеспечивают цельность образа и архитектоники произведения. По характеристике Н. Рыжкина, в «Вальсе-фантазии» присутствует «сочетание эмоциональной общительности и целомудренной сдержанности, задушевной простоты и тончайшего артистизма, беззаботной жизнерадостности, глубокого лирического переживания и высокого интеллектуализма».

## Значение
«Вальс-фантазия» занимает особое место как в творчестве Глинки, так и в русской симфонической музыке в целом. По словам Б. В. Асафьева, этим произведением Глинка «положил прочное основание культуре вальсовой лирики». О. Е. Левашёва замечает, что значение «Вальса-фантазии» в истории русского симфонизма «оказалось более широким, чем это мог предвидеть сам композитор». Намеченный Глинкой путь симфонизации танца нашёл продолжение в самых разнообразных жанрах русской классической музыки. В первую очередь заложенная Глинкой традиция оказалась близка Чайковскому, отразившись в его балетной музыке и драматических симфониях. Кроме того, непосредственным её развитием стали вальсы Глазунова, Прокофьева, Скрябина и других русских композиторов.